# Brug 1734
Brug 1734 is een bouwkundig kunstwerk in Amsterdam-Noord.
Bij de nadering van de voltooiing van de Ringweg-Noord vanuit de wijk Oostzanerwerf richting Knooppunt Coenplein werd er geopteerd voor de bouw van twee viaductenstelsels. Een stelsel werd gelegd over het eeuwenoude Oostzaan, dat nog tot 1966 aan Oostzaan behoorde en dé weg was tussen Oostzaan en Amsterdam. Dit landelijke weggetje kon echter geen grote verkeersstroom aan. Daartoe werd rond 1987 vanaf het westen van de Molenwijk de Stellingweg doorgetrokken onder de naam Verlengde Stellingweg. Die weg zou voor plaatselijk verkeer onder het genoemde knooppunt en de aansluitingen op de Rijksweg doorgaan; het stelsel kreeg de naam Verlengde Stellingwegbrug. Door de komst van deze weg werd de tot dan toe doorgaande Oostzanerdijk afgekapt en bestaat nog steeds uit een oostelijk deel dat doodloopt op de ringweg en westelijk gedeelte tot de grens met Zaandam.
Ongeveer gelijktijdig moest er voor voetgangers en fietsers een onderdoorgang gemaakt worden. In de buurt heerste het regime van gescheiden verkeersstromen (snelverkeer boven; langzaam verkeer onder), dat nog stamde uit de jaren zestig. Daartoe werd in de Verlengde Stellingweg een viaduct geplaatst met het nummer 1734. Die brug, waarvan de ontwerper onbekend is, kreeg het uiterlijk mee van andere bruggen in Molenwijk die waren ontworpen door Sier van Rhijn van de Dienst der Publieke Werken. Of Van Rhijn meegeholpen heeft met het ontwerp is niet bekend, maar de brug heeft een brugdek, leuningen en borstweringen/vleugelmuren, die sterk lijken op bijvoorbeeld de Marskramerbrug (brug 898) uit 1968/1969.

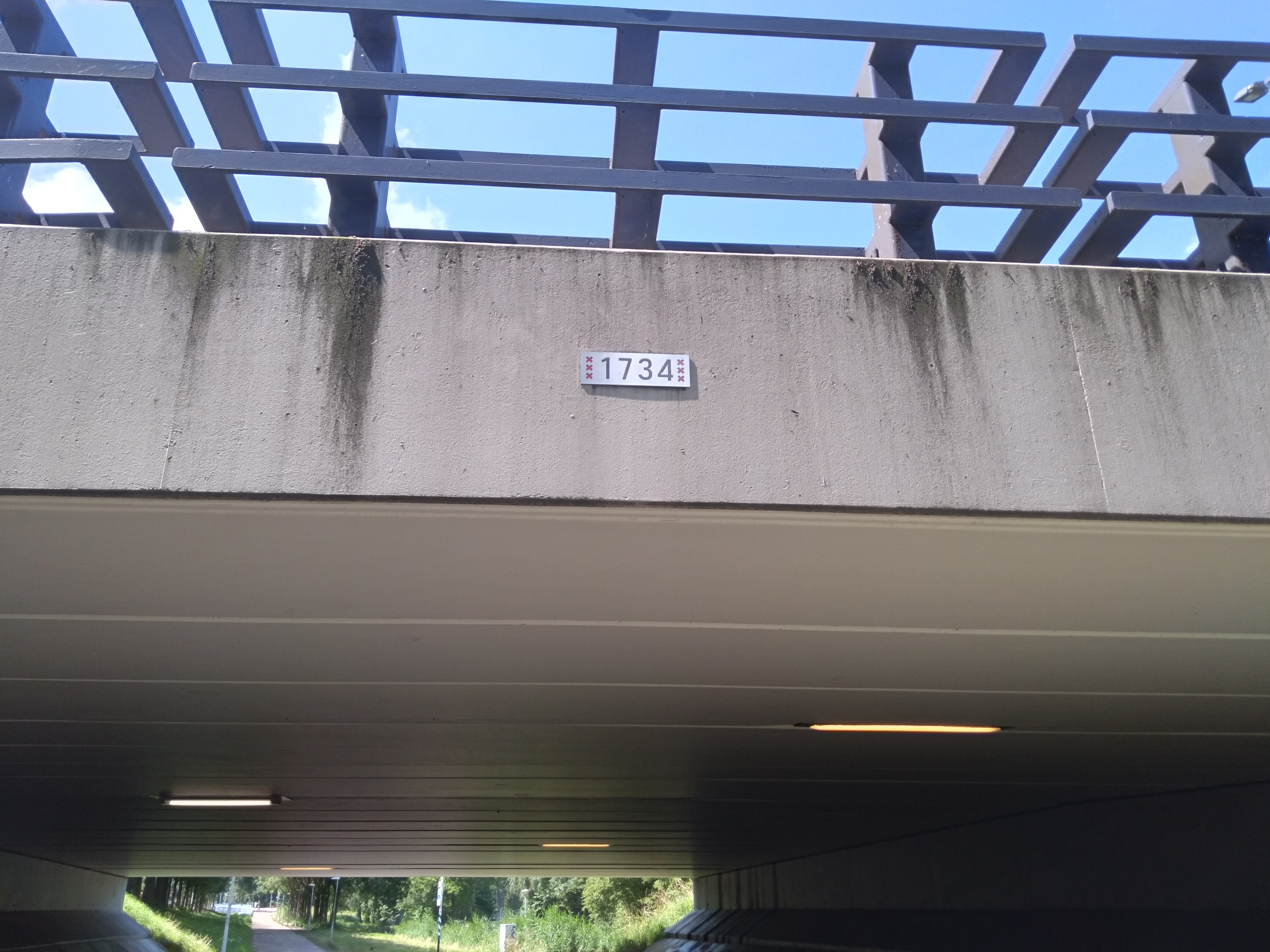
Brugleuning brug 1734 (juli 2021)

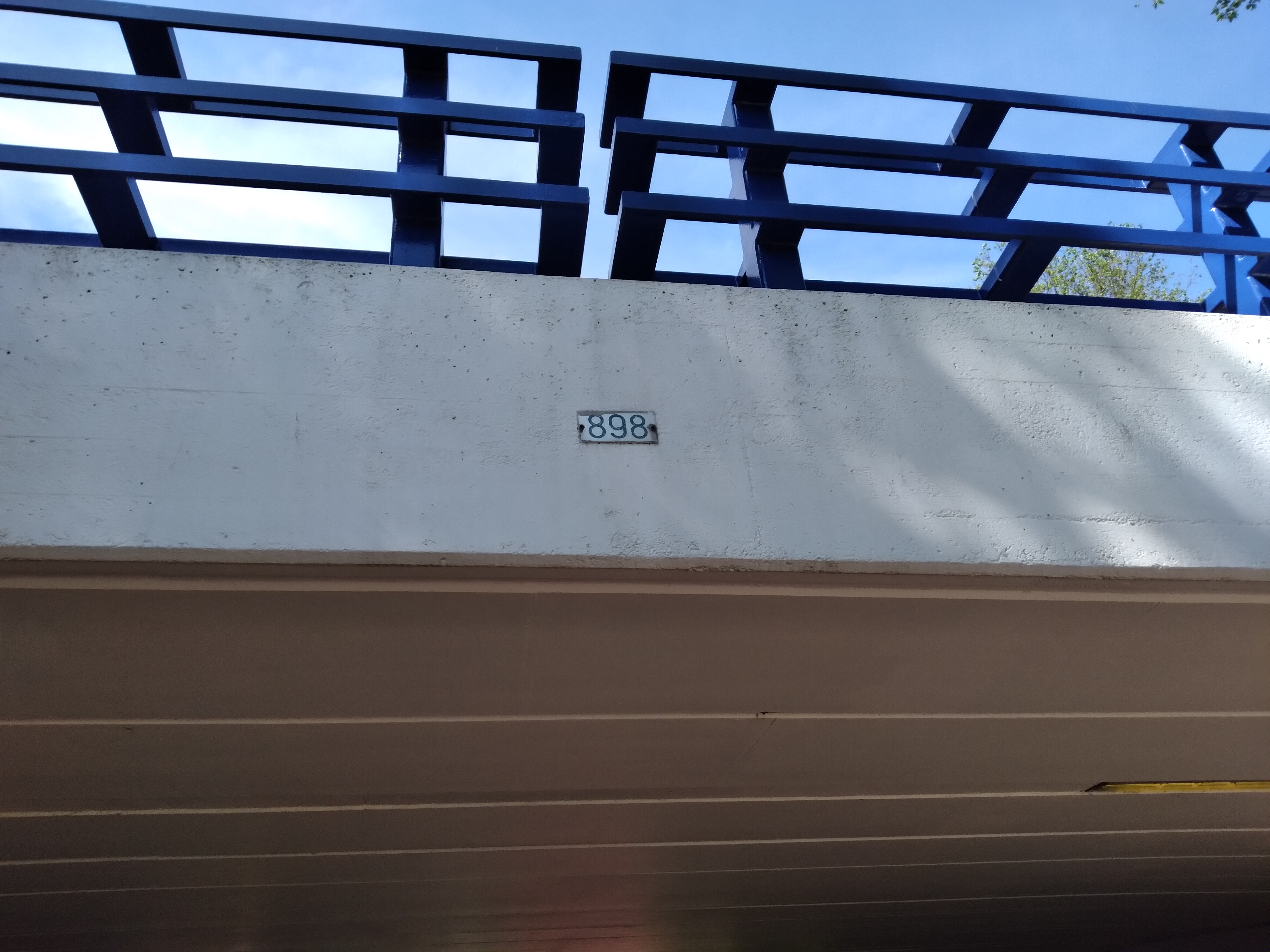
Brugleuning brug 898 ter vergelijk (juli 2021)

<<< · 1701 · 1702 · 1703 · 1704 · 1705 · 1706 · 1707 · 1708 · 1709 ·  1710 · 1711 · 1714 · 1715 · 1716 · 1717 · 1718 · 1719 · 1720 · 1721 · 1722 · 1723 · 1725 · 1726 · 1727 · 1728 · 1729 · 1730 · 1731 · 1732 · 1733 · 1734 · 1735 · 1736 · 1737 · 1738 · 1739 · 1741 · 1742 · 1743 · 1745 · 1746 · 1747 · 1748 · 1749 · 1750 · 1751 · 1752 · 1753 · 1754 · 1755 · 1756 · 1757 · 1764 · 1765 · 1766 · 1767 · 1768 · 1769 · 1770 · 1771 · 1772 · 1773 · 1774 · 1775 · 1776 · 1777 · 1778 · 1779 ·  1780 · 1781 · 1782 · 1783 · 1784 · 1785 · 1786 · 1787 · 1788 · 1791 · 1792 · 1793 · 1794 · 1795 · 1796 · 1797 · 1798 · 1799 · >>>
Brugnummers brug 1712, 1713, 1724, 1740, 1744, 1758, 1759, 1760, 1761, 1762, 1763, 1789, 1790 zijn niet (meer) vergeven.